# سميرة نقروش

سميرة نقروش (من مواليد 13 سبتمبر 1980 في الجزائر بتاريخ ) طبيبة، كاتبة وشاعرة جزائرية تكتب بالفرنسية، وتعيش وتعمل في الجزائر.

## سيرتها
سميرة نقروش عرفت في الاساس لشعرها، وأيضا لنثرها، اكاديميتها ونصوصها الدرامية، وكتابتها الابداعية الأخرى. علاوة على ذلك، ترجمت سميرة الشعر الجزائرى المعاصر المكتوب بالعربية ولغات إقليمية أخرى تسمى «أقلية» للانجليزية والفرنسية. أيضا، تعمل سميرة في مجالات مختلفة، مثل السينما، المسرح، الرقص، التصوير وتعبيرات فنية بصرية متنوعة.
الكاتبة سميرة نقروش حصلت على منحة دراسية من المركز الوطنى للكتاب للتتابع المسرح في فرنسا خلال 2004 و2005. عام 2009، في ليون، قامت سميرة مع الموسيقية والمغنية اليونانية أنجليك لوناتوس بأداء «بدون رقابة» وكان لها تأثير على رأى الجمهور. كما أنها حررت كتابة شعر جزائرى معاصر بالفرنسية لاستعراض «هنا وهنا»، وأعدت مجموعة من الشعر الجزائرى المعاصر المكتوب بالعربية، الأمازيغية والفرنسية، لمجلة كويبكسر للشعر «الخروج».
سميرة نقروش دائما ما تدعى للمشاركة في فعاليات أدبية دولية، والتي كانت كثيرا ما تلقى شعر وتناظر وتدير الانشطة المختلفة.
سميرة نقروش عضو في اللجنة الدولية لمهرجان «صوت البحر الابيض المتوسط» لوديف، وأمين عام نادى القلم الجزائرى. وأيضا أسست قدموس، وهي جمعية ثقافية تهدف للحفاظ على التراث الثقافى لدول البحر الابيض المتوسط.
ترجمت بعض من أشعار سميرة نقروش للاسبانية والإيطالية.

## مؤلفاتها
- الضعف لا يعنى... الجزائر: البرزخ، 2001.
- موجات من الصمت، مع ياسمينة صالح، الجزائر: الاختلاف، 2002.
- الأوبرا الكونية، الجزائر: الاختلاف، 2003.
- القزحية، اخلاص: لون العصابة، 2005.
- في ظل غرناطة، تولوز: رسائل شار_نوز، 2006.
- مجلس الوزراء السري، اخلاص: لون العصابة، 2007.
- زيت أشجار الزيتون، البليدة: إصادارات الخبر، 2010.
- ماضى ديابولو، تحت الطباعة، 2012.
- انتظار المغادرة، تحت الطباعة، 2012.

## مختارات أدبية وأعمال مشتركة
- أنا فجر صيف، فيلوربان: إصدارات ممر الرياح، 2004.
- الوقت الخاطئ، فيلوربان: إصدارات ممر الرياح، 2005.
- أقسام وأقاليم السماء الخارجية، فيلوربان: إصدارات ممر الرياح، 2006.
- في شرف الشمس والرياح، فيلوربان: إصدار ممر الرياح، 2007.
- للجميع فيلوربان: إصدارات ممر الرياح، 2009.
- مثلث: قصائد مترجمة، الجزائر: ألفا، 2009.
- سميرة نقروش (محرر)، خطوط خلفية، البليدة: إصدار الخبر، 2010.
- سميرة نقروش (محرر)، عندما أزهر اللوز مرة أخرى، مختارات من الشعراء الجزاريين المعاصرين، باريس: اللوز للنشر، 2012.

## ترجمات لأعمالها
- «القطب الكهربائب فقط»، ترجمة جيوفانى ديتورى إلى الإيطالية، في «سولينا». رقم 1 (كالياري). نوفمبر.2007.
- جاز ديلي يوليفي، ترجمتها إلى الإيطالية أني يورسيللي، ألبيروبيلو، إيطاليا: بويسيس للنشر، كول. ديوان الشعر، 2011.
- مائة وثامنين درجة، مترجمة إلى الأسبانية وكتب مقدمتها كارلوس ألفارادو - لاروسو، روسيا - بوينس أيرس، الأرجنتين: يأجوج ومأجوج، 2012.

## عن سميرة نقروش
- اريك بيسان، فرانسوا بون، أرنو بيرتينا، سيكون من الصعب أن يأتوا ويشاهدك، مراسلات أدبية عن الأثار المترتبة على سياسة الهجرة الفرنسية، La que d'AnthéronRo : Vent d'ailleurs , 2008.
- جاز ديلي يوليفي، ترجمتها إلى الإيطالية أني يورسيللي، ألبيروبيلو، إيطاليا: بويسيس للنشر، كول. ديوان الشعر، 2011.
- مائة وثامنين درجة، مترجمة إلى الأسبانية وكتب مقدمتها كارلوس ألفارادو - لاروسو، روسيا - بوينس أيرس، الأرجنتين: يأجوج ومأجوج، 2012.